# Reality Show (bande dessinée)
Pour les articles homonymes, voir Reality Show.
Reality Show est une série de bande dessinée d'anticipation dessinée par Francis Porcel, sur des scénarios de Jean-David Morvan. Elle explore les dérives possibles dans un monde dominé par les médias dont le voyeurisme transforme la vie en une télé-réalité permanente.
La série a été rééditée sous la forme d'une intégrale intitulée Mediacop.

## Tomes parus
- Reality Show, Dargaud, coll. « Fictions » :

1. On air, 2003  (ISBN 2-87129-499-2)[1].
2. Direct Live, 2004   (ISBN 2-87129-567-0).
3. Final Cut, 2005   (ISBN 2-87129-732-0).
4. Reconquista Channel, 2007  (ISBN 978-2-87129-884-7).
5. Total audimat, 2009  (ISBN 978-2-505-00354-0).

- Médiacop, Dargaud, 2011  (ISBN 978-2-505-00745-6). Édition intégrale sous un nouveau titre.

## Synopsis
Dans ce futur proche, des millions d'humains sont désœuvrés, la plupart des tâches répétitives étant assurées par des robots. Ces humains passent donc leur temps à regarder la télévision, en particulier les aventures d'une petite équipe d’enquêteurs couverts de caméras, les Mediacops, dirigés par Norman K. Barron.
Son partenaire ayant péri dans la dernière affaire, on suit l'arrivée d'une nouvelle recrue de l'école de police, Oshii Feal. Avec elle on découvre les petits et grands secrets de ce "reality show" permanent.
Les choses se gâtent quand un robot "rebelle" se met à ne plus respecter les lois de la cybernétique et commence à tuer des humains...